# Freadelpha chloroleuca
Freadelpha chloroleuca är en skalbaggsart som beskrevs av Edgar von Harold 1879. Freadelpha chloroleuca ingår i släktet Freadelpha och familjen långhorningar.
Artens utbredningsområde är Angola. Inga underarter finns listade i Catalogue of Life.